# Škola pomluv
Škola pomluv, česky také jako Klevety nebo Škola pohoršení (1777, The School for Scandal) je komedie o pěti jednáních anglického dramatika irského původu Richarda Brinsleyho Sheridana. Jedná se o nejslavnější autorovu hru a zároveň o stěžejní dílo anglického dramatu 18. století. Hra je založena na etice osvícenského sentimentalismu, má mravoličný a satiricko-kritický charakter spočívající v zobrazení každodenního povrchního společenského styku, a je zaměřena proti přetvářce a pokrytectví nejen aristokratických, ale i měšťanských kruhů.
Sheridan ve Škole pomluv navázal na starší komedie mravů, ale obohatil tento žánr o sentimentální senzibilitu a o mnohostrannější zobrazení postav, jehož základem již nejsou jen jejich abstrahované povahové vlastnosti, ale především rozpor mezi jejich vnitřní osobností a jejich společenskou maskou. Zároveň je komedie zaměřena proti lacinému sentimentu a teatrálnosti tehdejšího anglického divadla.

## Obsah hry
Komedie se odehrává v londýnských aristokratických salónech a začíná v domě lady Sneerwellové. Tato bohatá a elegantní mladá vdova je hlavou společnosti, která šíří klevety a vytváří neklid svými intrikami. Do této společnosti patří rovněž pan Snake, který na pokyn lady Sneerwellové posílá do společenských rubrik falešné historky a padělá pro ni dopisy, lady Teazlová, mladá choť sira Petra Teazla, původně milá venkovská dívka, ze které se po příchodu do Londýna pod vlivem lady Sneerwellové stala rozmařilá a flirtující dáma, paní Candourová, předstírající dobromyslnost a čestnost, sir Benjamin Backbite, který doufá, že se ožení s chráněnkyní sira Petra Marií, která má velké věno, pan Crabtree, snažící se pro svého synovce sira Benjamina Marii získat, a také Josef Surface, který vystupuje jako člověk vznešených zásad, ale ve skutečnosti je to pokrytec a darebák. Lady Teazlová s ním flirtuje a on předstírá, že ji miluje, aby ji svedl, ale zároveň usiluje kvůli věnu o Marii. Marie jej však odmítá, protože má ráda jeho mladšího bratra Karla, který je sice znám svou svou extravagancí, ale v jádru je to poctivý člověk.

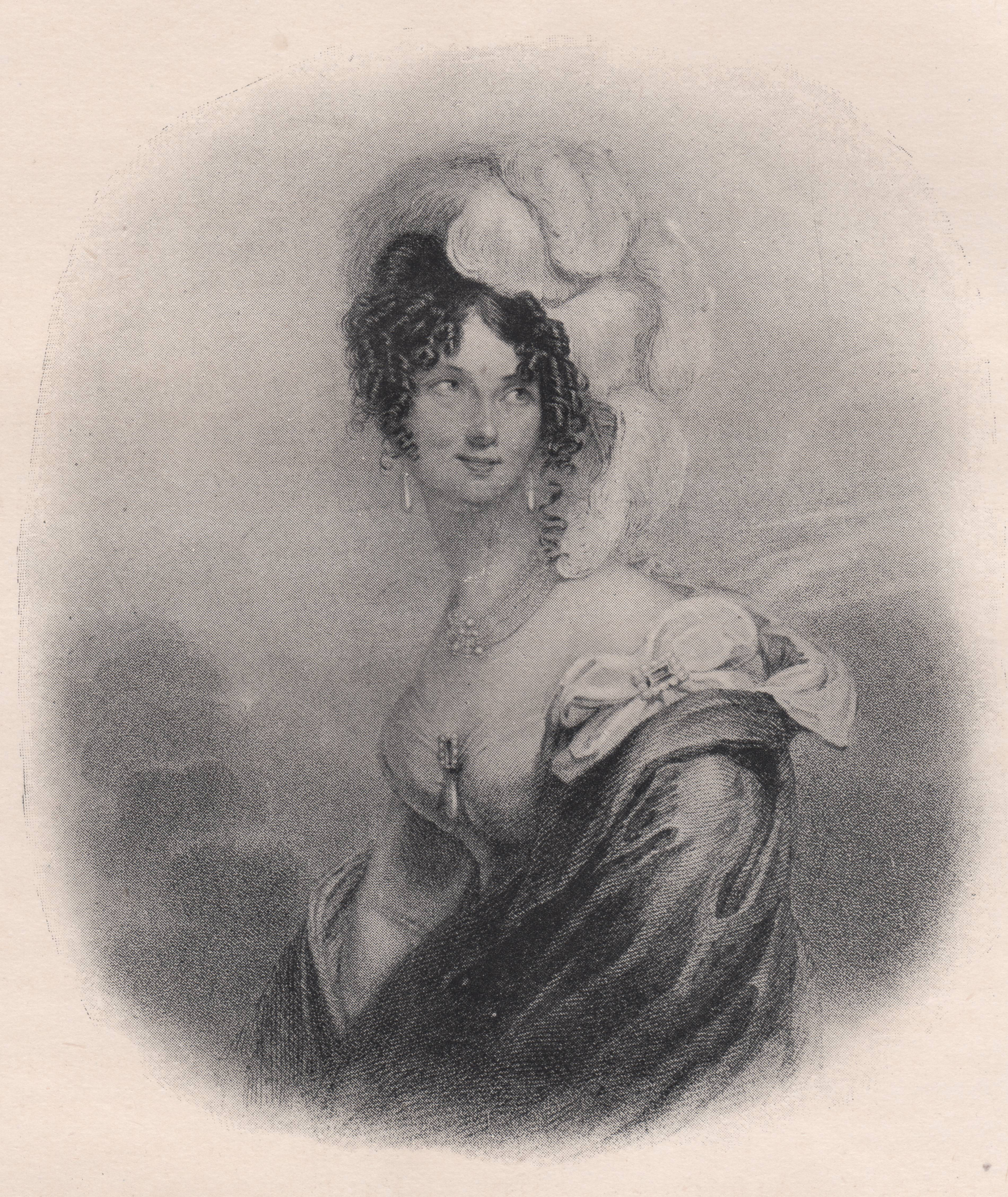
Lady Teazlová – ilustrace z roku 1828

Protože o Karla má zase zájem lady Sneerwellová, domluví se s Josefem, že Karla pomluví, aby o něj Marie ztratila zájem. Začnou šířit zvěsti o poměru mezi Karlem a manželkou sira Petra a o jeho dluzích zaviněných jeho zhýralým životem. Pan Snake pro ni vytvoří dopisy, ze kterých vyplývá, že se Karel chce s lady Sneerwellovou oženit. Sir Petr lituje, že Marie Josefa nechce, protože si o něm myslí, že je vzorem pro mladé muže své doby, zatímco Karla považuje za marnotratníka nízkých zásad, a opravdu jej podezírá, že má poměr s jeho ženou.
Po šestnáctiletém pobytu ve Východní Indii se do Londýna vrací sir Oliver, bohatý strýc Josefa a Karla, který hodlá jednomu ze svých synovců odkázat svůj majetek. Hovoří o nich se svým přítelem sirem Petrem, který tak chválí Josefovu vysokou morálku, až sir Oliver dojde k názoru, že Josefova povaha je tak dokonalá, že to snad nemůže být ani pravda.
Důvěrník sira Petra pan Rowley navrhuje, aby sir Oliver navštívil každého z bratrů inkognito, čímž by mohl poznat jejich skutečný charakter. Sir Oliver pak skutečně navštíví Karla v přestrojení za makléře ve společnosti židovského lichváře Mojžíše. Karel mu sice ochotně prodá obrazy svých předků, ale za žádnou cenu se nechce vzdát obrazu svého strýce Olivera, který mu i na dálku prokazuje laskavosti. Z peněz utržených za obrazy pak okamžitě posílá značnou sumu na podporu jednomu svému chudému příbuznému. V přestrojení za tohoto příbuzného pak navštíví sir Oliver Josefa. Ten mu však medovými slovy odepře jakoukoliv pomoc s tím, že strýček Oliver není vůbec tak laskavý a štědrý, jak se o něm povídá.
Výsledkem návštěv je, že Josef ztratí veškerou přízeň svého strýce, protože neprojevuje velkorysost k chudým, řádnou úctu k rodinným tradicím a je to prolhaný a nevděčný pokrytec a lakomec. Tím Josef ztratí naději na dědictví i na sňatek s Marií. Lady Teazlová pochopí špatnost svého chování i špatnost intrik lady Sneerwellové a s prosbou o odpuštění se vrací ke svému milujícímu manželovi. Sir Petr se s manželkou smíří a Karel s Marií se zasnoubí.